# Kunstgemeinschaft Tennengau

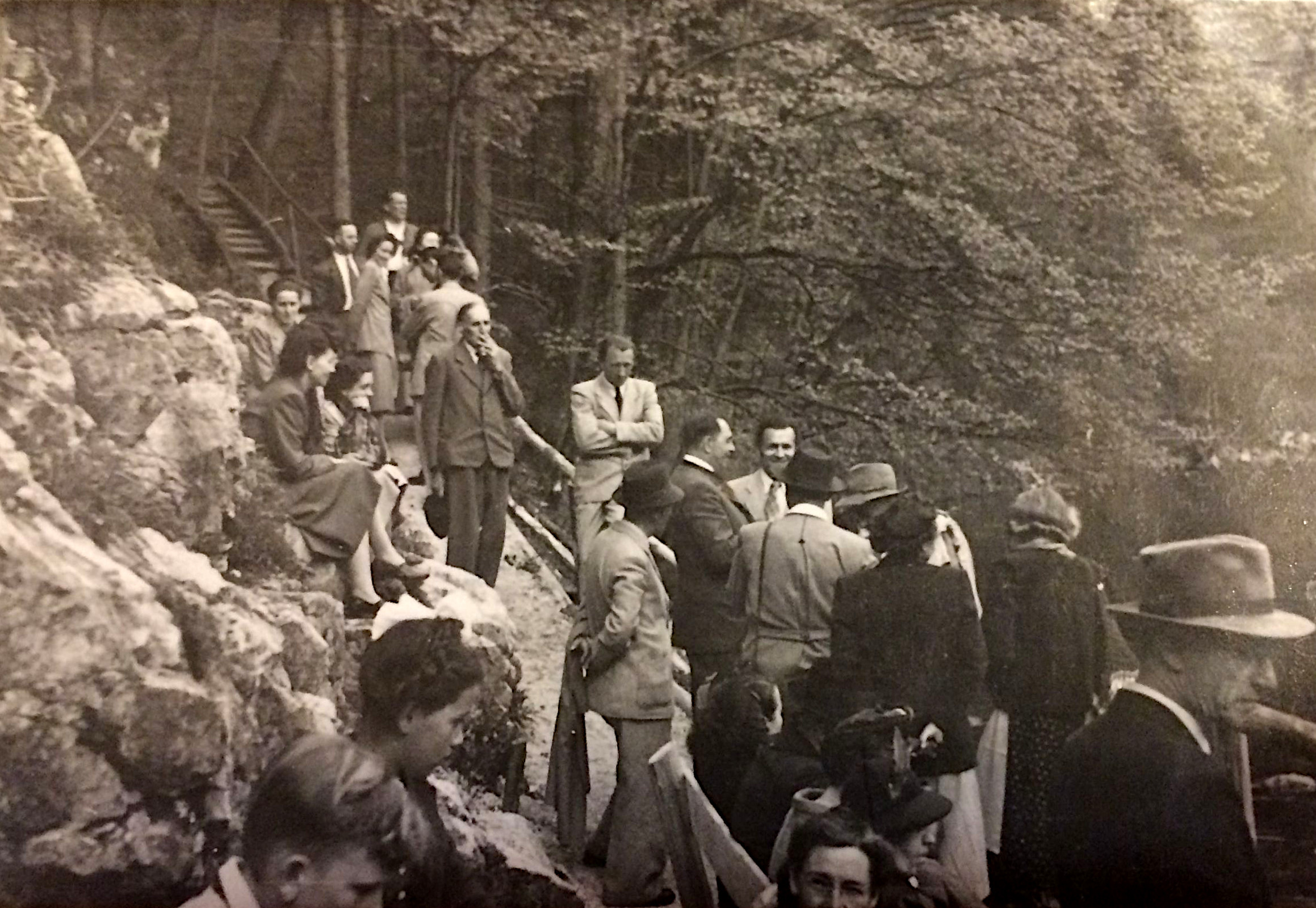
Kunstgemeinschaft Tennengau. Knappensteig Hallein im Raingraben

Die Kunstgemeinschaft Tennengau war eine 1947 gegründete Künstlervereinigung mit Sitz in Hallein und Vorläufer vom Tennengauer Kunstkreis / Kunstraum Pro Arte. 

## Gründung
Die Kunstgemeinschaft Tennengau wurde 1947 in Hallein gegründet. Gründungsmitglieder waren unter anderem die Bildhauer Max Domenig, Jakob Adlhart d. J., Hedy und Hans Baier sowie der Architekt und Maler Ernst Schreiber. Auch Edmund Stierschneider war Mitglied bei der Kunstgemeinschaft und Jakob Adlhart wurde zum Präsidenten gewählt. In den 1960er Jahren stellte der Verein seine Tätigkeit ein. Der von den Bildhauern Josef Zenzmaier und Bernhard Prähauser 1979 neu gegründete Tennengauer Kunstkreis kann als Neugründung der Kunstgemeinschaft Tennengau gesehen werden.

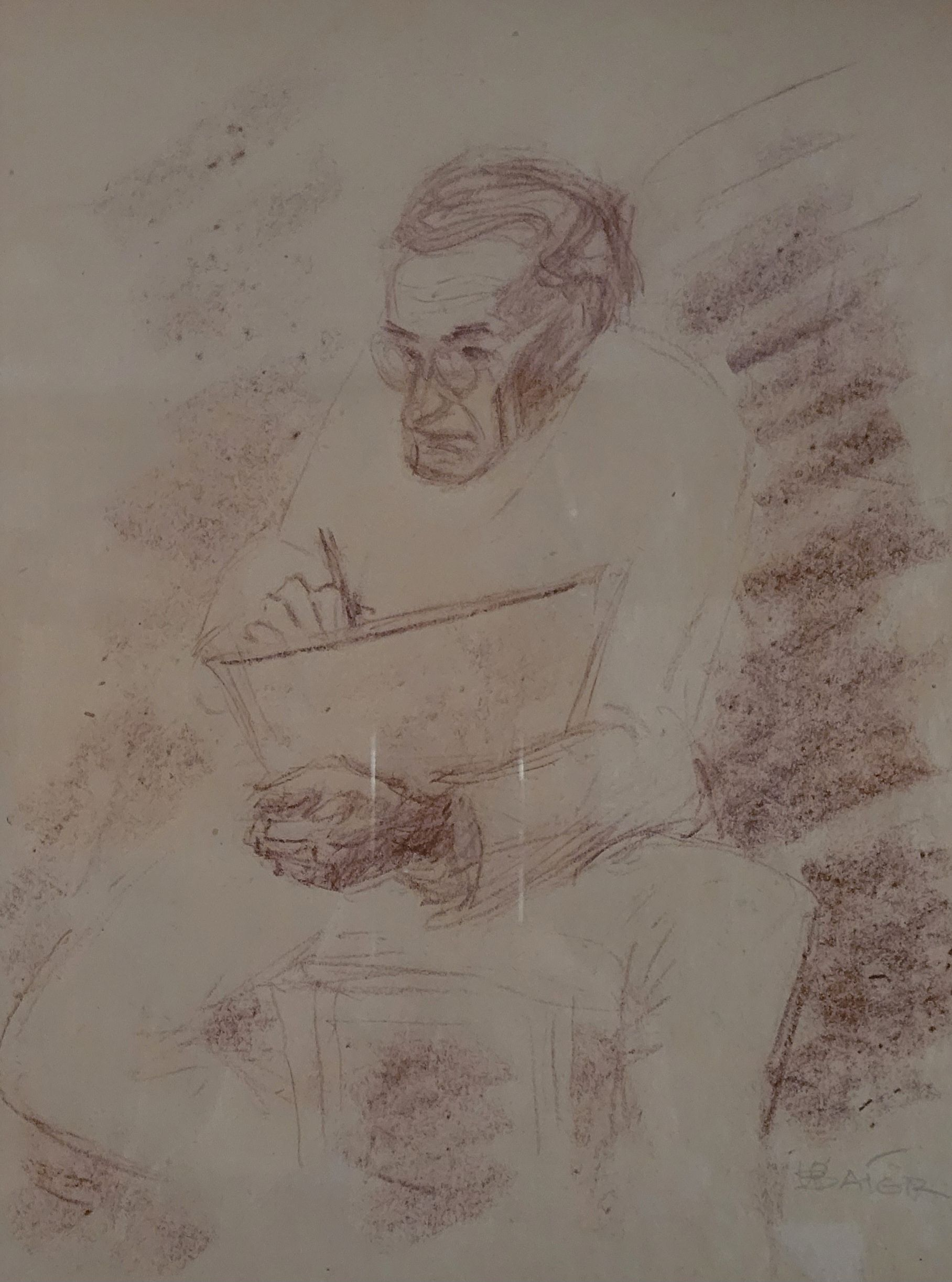
Zeichnung von Hans Baier: Max Domenig beim Aktzeichnen der Kunstgemeinschaft Tennengau